# Albert Tadlewski
Albert Israël Tadlewski, né à Lemberg le 6 février 1892, mort à Bydgoszcz (Pologne) le 23 septembre 1945, est un pianiste virtuose français d'origine polonaise, déporté à Auschwitz et survivant, qui meurt peu après en Pologne.

## Biographie
Albert Tadlewski est né à Lemberg le 6 février 1892.

### Jeunesse
Albert Tadlewski fait des études de piano au Conservatoire de Lwow avec Karol Mikuli (1821-1897) et Vilém Kurz (1872-1945). En 1912-1913, il étudie au Conservatoire de Vienne avec Leopold Godowsky. Il suit des cours privés avec Moriz Rosenthal à Vienne, lui-même élève de Lizst à Vienne.

### Première Guerre mondiale
Il est blessé en 1914, pendant la Première Guerre mondiale, aux yeux, et devint partiellement aveugle.

### Nice
Il s'installe à Nice (France) et crée l’Institut international de musique de Nice. Il fait de nombreuses tournées à travers l’Europe. En 1924, il s'installe pour la saison dans la villa « Alice-Jeanne » à Nice. Il rencontre Ignace Paderewski, en 1929,  lors d’un concert du maître à Nice et devint son élève. De 1929 à 1932 , il participe aux stages d’été en Suisse dans la demeure de Paderewski, « Riond-Bosson », située à proximité de Morges (Vaud).
En juin 1931, à Riond Bosson, il suit les “master classes” de Paderewski avec Henryk Sztompka, Stanisław Szpinalski, Aleksander Brachocki, Zygmunt Dygat.
Le 27 avril 1932, il devient propriétaire de la villa “Francabella”, avenue du Parc impérial.
Il donne de nombreux concerts à travers l’Europe.

### Déportation
Albert Tadlewski est arrêté lors de la rafle du 11 septembre 1943 par la Gestapo à Nice, sous la direction d'Aloïs Brunner.
Sa dernière adresse est à Cannes au 11 boulevard Montfleury. Il est déporté par le Convoi n° 60, en date du 7 octobre 1943, du Camp de Drancy vers Auschwitz,
Il est libéré le 13 mars 1945 du Camp d'Auschwitz. Il meurt peu après à Bydgoszcz en Pologne, sans être revenu à Nice.